# Список референдумів у Словаччині
З 1993 року в Словацькій Республіці відбулося вісім загальнонаціональних референдумів:
| рік  | питання | явка    | за                                              | проти                                       | дійсний |
| ---- | --- | ------- | ----------------------------------------------- | ------------------------------------------- | ------- |
| 1994 | 1. Чи згодні ви прийняти закон, що демонструє кошти, які використовуються на аукціонах і приватизації? | 19,96 % |                                                 |                                             | Ні      |
| 1997 | 1. Ви за вступ Словаччини в НАТО? 2. Ви за розгортання ядерної зброї в Словаччині? 3. Ви за розгортання військових баз у Словаччині? 4. Чи згодні ви з тим, що Президент Словаччини безпосередньо обирається громадянами Словаччини згідно з проектом Конституційного акта? | 9,53 %  |                                                 |                                             | Ні      |
| 1998 | Ви виступаєте за прийняття Національною радою Словаччини конституційного закону про заборону приватизації цих стратегічних підприємств: 1. Západoslovenské energetické závody, š.p., Братислава, 2. Stredoslovenské energetické závody, š.p., Жиліна, 3. Východoslovenské energetické závody, š.p., Košice, 4. Словацька газова промисловість, Братислава, 5. Slovenské elektrárne, as, Братислава, 6. Transpetrol, as, Братислава? | 44,25 % | > 90 %                                          | <10 %                                       | Ні      |
| 2000 | Чи приймаєте Ви до Національної ради Словацької Республіки Конституційний закон: Період виборів Національної ради Словацької Республіки, обраний у 1998 році, закінчується в день виборів до Національної ради Словацької Республіки, який відбудеться протягом 150 днів з дати референдуму? | 20,03 % |                                                 |                                             | Ні      |
| 2003 | Чи згодні ви, що Словаччина стане членом ЄС? | 52,15 % | 92,46 %                                         | 6,2 %                                       | Так     |
| 2004 | Ви виступаєте за прийняття депутатами Закону про скорочення Конституції III. період виборів Національної ради Словацької Республіки таким чином, щоб вибори до Національної ради СР відбулися в 2004 році? | 35,86 % | 86,78 %                                         | 11,93 %                                     | Ні      |
| 2010 | 1. Чи згодні Ви з тим, що Національна рада СР скасує законом зобов'язання фізичних і юридичних осіб сплачувати за державні послуги, що надаються Словацьким телеканалом і Словацьким радіо? 2. Чи згодні ви з тим, що Національна рада СР за законом надасть можливість обговорити справу члена Національної ради СР як злочин за всі злочини, передбачені Законом про правопорушення? 3. Чи згодні ви з Конституційним актом Національної ради СР, що зменшує кількість депутатів Національної ради СР до 100 з наступного парламентського терміну? 4. Чи згодні ви з тим, що Національна рада СР за законом передбачає, що органи державної влади можуть закуповувати легкові автомобілі з ціною покупки до 40 тисяч євро? 5. Чи згодні Ви з Національною радою СР, яка передбачає можливість обрання членів Національної ради СР та членів Європейського Парламенту через Інтернет? 6. Чи згодні ви з тим, що Національна рада СР, згідно із законом, звільнятиме осіб, яким доручено здійснювати державні повноваження, від права на відповідь відповідно до Закону про пресу? | 22,84 % | 87,24 % 95,40 % 92,76 % 88,84 % 70,46 % 74,93 % | 9,02 % 1,73 % 3,85 % 6,16 % 22,22 % 13,44 % | Ні      |
| 2015 | 1. Чи погоджуєтеся ви, що шлюб не слід називати співжиттям будь-якої іншої людини, крім унії між одним чоловіком і однією жінкою? | 21,41 % | 94,50 %                                         | 4,13 %                                      | Ні      |
| 2015 | 2. Чи згодні ви, що парам або групам одностатевих осіб не повинно бути дозволено приймати дітей і виховувати дітей? | 21,41 % | 92,43 %                                         | 5,54 %                                      | Ні      |
| 2015 | 3. Чи згодні ви з тим, що школи не можуть вимагати участі дітей у навчанні сексуальної поведінки або евтаназії, якщо їхні батьки чи діти не згодні з змістом навчання? | 21,41 % | 90,32 %                                         | 7,34 %                                      | Ні      |